# Uwe Mengel
Uwe Mengel (* 1949) je německý divadelní režisér a tzv. performance artist. Narodil se ve městě Bergen na německém ostrově Rujána. Studoval teologii na Univerzitě Friedricha Schillera v Jeně. Později studoval v Západním Berlíně a Vídni. V roce 1980 se usadil v New Yorku, po roce 1998 žil střídavě v New Yorku a Berlíně. V roce 1999 spolupracoval s velšským hudebníkem Johnem Calem na divadelním zpracování jeho autobiografické knihy s názvem What's Welsh for Zen. Projekt však nakonec nebyl dokončen. Jeho dílo Preußisch-Hawaii je založeno na skutečných událostech.